# Beringel
Beringel ist eine Gemeinde Freguesia in Portugal im Landkreis und Bezirk von Beja, mit 15,0 km² Fläche und 1188 Einwohnern (Stand 19. April 2021). Dies ergibt eine Bevölkerungsdichte von 79 Einwohnern/km².
Beringel war früher Hauptort eines eigenen Landkreises zwischen 1519 und 1839.

## Wappen
In Rot ein goldener geflügelter schwertschwingender goldener Arm. Auf dem Schild ruht eine viertürmige Mauerkrone. Im weißen Band am Schildfuß der Ortsname in schwarzen Buchstaben „BERINGEL“.

## Historische Bauwerke
- Hauptkirche Santo Estêvão (Beringel)
- Kapelle der Nossa Senhora da Conceição (Beringel)
- Kapelle von Santo António (Beringel)
- Kirche der Misericórdia von Beringel
- Pelourinho von Beringel